# Mistrzostwa Świata Juniorów w Łyżwiarstwie Szybkim 2020
49. Mistrzostwa świata juniorów w łyżwiarstwie szybkim 2020 – zawody sportowe, które odbyły się w dniach 21-23 lutego w Tomaszowie Mazowieckim. Były to czwarte w historii mistrzostwa świata, które zostały rozegrane w Polsce. Wcześniej gospodarzem imprezy tej rangi była dwukrotnie Warszawa (1992, 2015) oraz raz Zakopane (2009). Zawody odbyły się w Arenie Lodowej Tomaszów Mazowiecki.

## Tabela medalowa
| Lp. | Kraj              | Złoto | Srebro | Brąz | Razem |
| 1.  | Holandia          | 8     | 4      | 7    | 19    |
| 2.  | Japonia           | 3     | 4      | 2    | 9     |
| 2.  | Rosja             | 3     | 4      | 2    | 9     |
| 4.  | Korea Południowa  | 1     | 2      | 3    | 6     |
| 5.  | Norwegia          | 1     | 0      | 0    | 1     |
| 6.  | Austria           | 0     | 1      | 0    | 1     |
| 6.  | Włochy            | 0     | 1      | 0    | 1     |
| 8.  | Kanada            | 0     | 0      | 1    | 1     |
| 8.  | Stany Zjednoczone | 0     | 0      | 1    | 1     |

## Medale
| Konkurencja      | Złoto                                                          | Srebro                                                              | Brąz                                                                         |
| Mężczyźni        |                                                                |                                                                     |                                                                              |
| 500 metrów       | Katsuhiro Kuratsubo                                            | Artiom Ariefjew                                                     | Wataru Morishige                                                             |
| 1000 metrów      | Peder Kongshaug                                                | Cho Sang-hyeok                                                      | Katsuhiro Kuratsubo                                                          |
| 1500 metrów      | Tsubasa Horikawa                                               | Stiepan Chistiakow                                                  | Chung Jae-won                                                                |
| 5000 metrów      | Daniił Ałdoszkin                                               | Yves Cornelis Vergeer                                               | Casey Dawson                                                                 |
| Start masowy     | Tsubasa Horikawa                                               | Gabriel Odor                                                        | Shin Jae-wan                                                                 |
| Wielobój         | Stiepan Chistiakow                                             | Chung Jae-won                                                       | Pawieł Taran                                                                 |
| Sprint drużynowy | Korea Południowa Cho Sang-hyeok · Oh Sang-hun · Lee Byeong-hun | Rosja Daniił Ałdoszkin · Stiepan Chistiakow · Artiom Ariefjew       | Holandia Jarle Gerrits · Kai In 't Veld · Stefan Westenbroek                 |
| Bieg drużynowy   | Rosja Daniił Ałdoszkin · Stiepan Chistiakow · Pawieł Taran     | Japonia Motonaga Arito · Tsubasa Horikawa · Taiyo Morino            | Holandia Jarle Gerrits · Harm Visser · Yves Cornelis Vergeer                 |
| Kobiety          |                                                                |                                                                     |                                                                              |
| 500 metrów       | Femke Kok                                                      | Moe Kumagai                                                         | Robin Groot                                                                  |
| 1000 metrów      | Femke Kok                                                      | Robin Groot                                                         | Marrit Fledderus                                                             |
| 1500 metrów      | Robin Groot                                                    | Femke Kok                                                           | Merel Conijn                                                                 |
| 3000 metrów      | Robin Groot                                                    | Momoka Horikawa                                                     | Merel Conijn                                                                 |
| Start masowy     | Robin Groot                                                    | Laura Peveri                                                        | Merel Conijn                                                                 |
| Wielobój         | Femke Kok                                                      | Robin Groot                                                         | Alexa Scott                                                                  |
| Sprint drużynowy | Holandia Myrthe de Boer · Marrit Fledderus · Femke Kok         | Rosja Jelizawieta Agafoszina · Marina Awtonomowa · Irina Slesarjewa | Korea Południowa Kang Soo-min · Kim Min-hui · Shin Seung-heun                |
| Bieg drużynowy   | Holandia Merel Conijn · Robin Groot · Femke Kok                | Japonia Rin Kosaka · Ayuri Fukuoka · Momoka Horikawa                | Rosja Jelizawieta Agafoszina · Anastasija Grigorjewa · Aleksandra Krawczenko |